# Парные шахматы
Парные шахматы — разновидность шахмат для четырёх игроков, составляющих две команды по два человека. Также можно играть командами от 3 на 3 до 10 на 10 игроков.

## Общие правила
Игра ведётся по стандартным шахматным правилам на одной доске, реже на двух досках с одинаковой расстановкой. Играют две команды по два игрока. Игроки делают ходы по очереди, не советуясь при этом между собой. Первым делает ход игрок команды «белых», сидящий слева, затем игрок команды «чёрных», сидящий напротив, далее игрок команды «белых», сидящий справа и его оппонент напротив.
Существуют три дисциплины – мужские, женские и смешанные пары.

## Развитие
В 1995 году в Германии был проведен АО "Фонд Сергея Фоминцева" первый международный турнир по парным шахматам среди команд-выходцев из СССР и сборной клубов Гамбурга.
В 2008 году на Всемирных интеллектуальных играх смешанные пары соревновались в блице (победили Карлос Матаморос Франко и Марта Фьерро-Бакеро) и быстрых шахматах (победили Ни Хуа и Хоу Ифань).
В 2011 году на Играх Юго-Восточной Азии впервые появилась дисциплина «смешанные парные шахматы».
В 2014 году в Китае состоялся турнир по смешанным парным шахматам, победителями которого стали Чжу Чэнь и Яссер Сейраван.

### В России
В сентябре 2000 года в Омске был проведён турнир Первенство Сибири по игре "вслепую". Чемпионом стал Иван Михайлович Смыковский. В рамках этого турнира был проведён чемпионат Омска по парным шахматам. Организатор Сергей Анатольевич Фоминцев.
В мае 2015 года парные шахматы были презентованы в рамках «Шахматного дня» в Олимпийском комитете России. В выставочной встрече Кирсан Илюмжинов и Ян Непомнящий сыграли против Александра Жукова и Александра Морозевича.
В декабре 2015 года состоялся «Кубок президента ОКР по парным шахматам».
С 2018 года в России активно начали проводиться различные региональные турниры по парным шахматам.
В июле 2019 года в московском клубе World Chess (ныне Chess Club) состоялся первый в мире парный ChessTransit. Белыми играли Александр Фоминых и Милана Фоминых, чёрными Карина Фоминых и Сергей Фоминцев.
В 2020 году на сайте Profchess.com впервые в мире появилась программа ЭВМ для парных шахмат (Pair Chess).
В сентябре 2020 года состоялся Первый чемпионат мира по парным шахматам, проведённый АНО «Всемирная лига шахматы-транзит» (генеральный директор Александр Леонидович Шевченко, председатель Правления Сергей Анатольевич Фоминцев, секретарь Правления Ирина Николаевна Гирш). Первыми чемпионами мира попарным шахматам (мужчины) стали Алишер Сулейменов (Казахстан) и Евгений Кардашевский  (Россия), первыми чемпионами мира по парным шахматам в смешанном разряде стали Клементий Сычёв (Россия) и Юлия Осьмак  (Украина). Спонсором Первого чемпионата мира по парным шахматам стал меценат Святослав Николаевич Капустин.

## Реакция
Президент Олимпийского комитета России (2010—2018) и член Международного олимпийского комитета Александр Жуков считает, что парные шахматы имеют большие перспективы развития. Он так отзывался о новом виде: «Смысл изобретения в том, что оно позволяет проводить официальные соревнования по парным шахматам, в том числе чемпионаты мира среди мужских, женских и смешанных пар. Изобретение привнесет в шахматы такие элементы, как психологическая совместимость, взаимопонимание, командный дух. Очевидно, что это увеличит популярность шахмат и их привлекательность»
Председатель Правления World Chess Transit League Сергей Анатольевич Фоминцев неоднократно публиковал статьи, в которых заявлял о том, что парные шахматы шахматы должны стать олимпийским видом спорта.
.